# Saison 6 de La Boîte à musique
Chronologie
Saison 5 Saison 7
Cet article présente les épisodes de la sixième saison de l'émission de télévision La Boîte à musique.

## Présentation
Cette saison, composée de sept numéros et un best-of, est diffusée le jeudi soir en deuxième partie de soirée du 30 juin au 25 août 2011.

## Liste des émissions

### Jeudi 30 juin 2011:Musique et Sentiments
Invités
Thierry Frémont (acteur), Vladimir Cosma (compositeur), Irène Jacob (actrice) et Leslie Bedos (journaliste).
Interprètes
Tedi Papavrami (violon), Franck Ferrari (baryton), Talila (chanteuse) et le Trio Élégiaque.

### Jeudi 7 juillet 2011:Musique et Enfance
Invités
Rama Yade (politique), Pierre Lescure (journaliste), Anne Sylvestre (chanteuse) et Roberto Benzi (chef d'orchestre).

### Jeudi 21 juillet 2011:Musique et Cuisine
Invités
Dave (chanteur), Pierre Gagnaire (chef cuisinier) et Patrick Rambourg (historien).

### Jeudi 28 juillet 2011:Musique et Mots
Invités
Philippe Vandel (journaliste), Éric-Emmanuel Schmitt (écrivain) et Rost (slammeur).
Interprètes
Michèle Hendricks (chanteuse), Marie-Nicole Lemieux (contralto), Quatuor Zaïde, Dgiz (slam) et l'ensemble Cinq de cœur.

### Jeudi 4 août 2011:Tous ensemble
Émission consacrée aux ensemble musicaux.
Invités
Sophie  de  Menthon   (chef  d’entreprise), Christophe  Malavoy   (acteur),  Olivier Poivre d'Arvor (écrivain) et Laurent Petitgirard  (chef  d’orchestre).
Interprètes
le Quatuor de harpes de Paris, l’ensemble Squillante, l’ensemble Doulce mémoire, l’ensemble Lachrimae consort et l’ensemble vocal De Caelis.

### Jeudi 11 août 2011:Danse et Transe
Invités
Élisabeth Guigou (politique), Brigitte Lefèvre (danseuse) et Pierre Mathieu (animateur).
Interprètes
Les Sacqueboutiers, Shani Diluka (piano), l'ensemble Stradivaria et Henri Demarquette (violoncelle), Antoine Hervé (piano).

### Jeudi 18 août 2011:Musique et Fantaisie
Invités,
Michaël Gregorio (imitateur), Christelle Chollet (comédienne) et Gaspard Proust (humoriste).
Interprètes
Quatuor Ardeo, Lionel Belmondo (saxophone), David Hykes (musicien), Youn Sun Nah (chanteuse) et François Salq (violoncelle).

### Jeudi 25 août 2011:Les Meilleurs Moments
Émission retraçant les meilleurs moments de la saison.